# 不破熊雄
不破 熊雄（ふわ くまお、1871年（明治4年11月）- 没年不詳）は、日本の実業家。

## 経歴・人物
福岡藩士不破國雄の二男として福岡県に生まれる。
1890年福岡県立尋常中学修猷館、1892年第五高等中学校工科を経て、1895年帝国大学工科大学機械工学科を卒業。
1895年三井工業部に入社し、芝浦製作所に勤務した後、第五高等学校工科教授を数年務め、三井鉱山技師に転じる。
1911年欧米各国の鉱山界を視察し、帰国後山野炭鉱所長、田川炭鉱所長を経て、取締役となる。
三井窒素工業社長・会長、東洋高圧工業（現・三井化学）取締役も兼任している。
退任後は三井合名会社重役待遇となる。